# Mathias Brugman
Mathias Brugman (Nueva Orleans, Luisiana, EE. UU., 3 de enero de 1811-Yauco, Puerto Rico, 30 de septiembre de 1868), también conocido como Mathias Bruckman, fue un líder del movimiento independentista de Puerto Rico contra España conocido como El Grito de Lares.

## Primeros años
Bruckman nació el 3 de enero de 1811 en Nueva Orleans, Luisiana (EE. UU.). Hijo de Pierre Brugman, originario de Curazao y de ascendencia holandesa y judeo-sefardí, y de Isabel Duliebre, originaria de Puerto Rico. Sus padres se conocieron y se casaron en Nueva Orleans, donde nacería Mathias, quien ya se crio y se educó en esa ciudad.
La familia Brugman se mudó a Puerto Rico y se estableció en la ciudad de Mayagüez, donde Mathias conoció y se casó con Ana María Laborde. Abrió un colmado (tienda de comestibles) que tuvo bastante éxito, sólo para perder una buena parte de su fortuna tratando de desarrollar un café. Al igual que muchos otros residentes de Puerto Rico en el momento, él resentía las injusticias políticas practicadas por España en la isla. Esto lo llevó creer en la causa del movimiento de la independencia de Puerto Rico.

## Defensor de la independencia
Brugman admiraba a los defensores de la independencia Ramón Emeterio Betances y Segundo Ruiz Belvís. Fue esta admiración la que le inspiró para convertirse en un defensor de la independencia de Puerto Rico.
En su colmado, la gente normalmente se reunía diariamente para hablar de política. Brugman, finalmente, se hizo amigo del terrateniente Manuel Rojas y de su hermano Miguel y, junto con su hijo, Héctor, se unió a ellos en una conspiración para provocar la rebelión contra España. Juntos, con un grupo de otros patriotas, formaron comités revolucionarios. Estos comités se establecieron principalmente en las ciudades de la costa oeste de Puerto Rico. El primer comité revolucionario formado se estableció en Mayagüez. Brugman utilizó su colmado como su sede y su célula fue denominada: "Capá Prieto".

## El Grito de Lares
El 23 de septiembre de 1868, la revolución comenzó y el pueblo de Lares participó en lo que iba a ser conocido como El "Grito de Lares". Los revolucionarios declararon a Puerto Rico como la "República de Puerto Rico" libre. Sin embargo, los españoles ya habían sido advertidos y luego derrotaron al pequeño Ejército de Liberación.
Mathias Brugman, su hijo Héctor y Baldomero Baurer (un compañero revolucionario) pasaron a la clandestinidad. Muchos de los otros fueron asesinados o encarcelados, entre ellos Manuel Rojas y Mariana Bracetti. El 30 de septiembre de 1868, un trabajador agrícola, Francisco Quiñones, que trabajaba en la Plantación Asunción, traicionó a Brugman, a su hijo y a Baurer y llevó a las autoridades españolas a donde se escondían. Ellos se negaron a rendirse y, finalmente, fueron ejecutados. Mathias Brugman murió en la ciudad de Adjuntas, Puerto Rico  en 1868.